# Friedrich Harkort

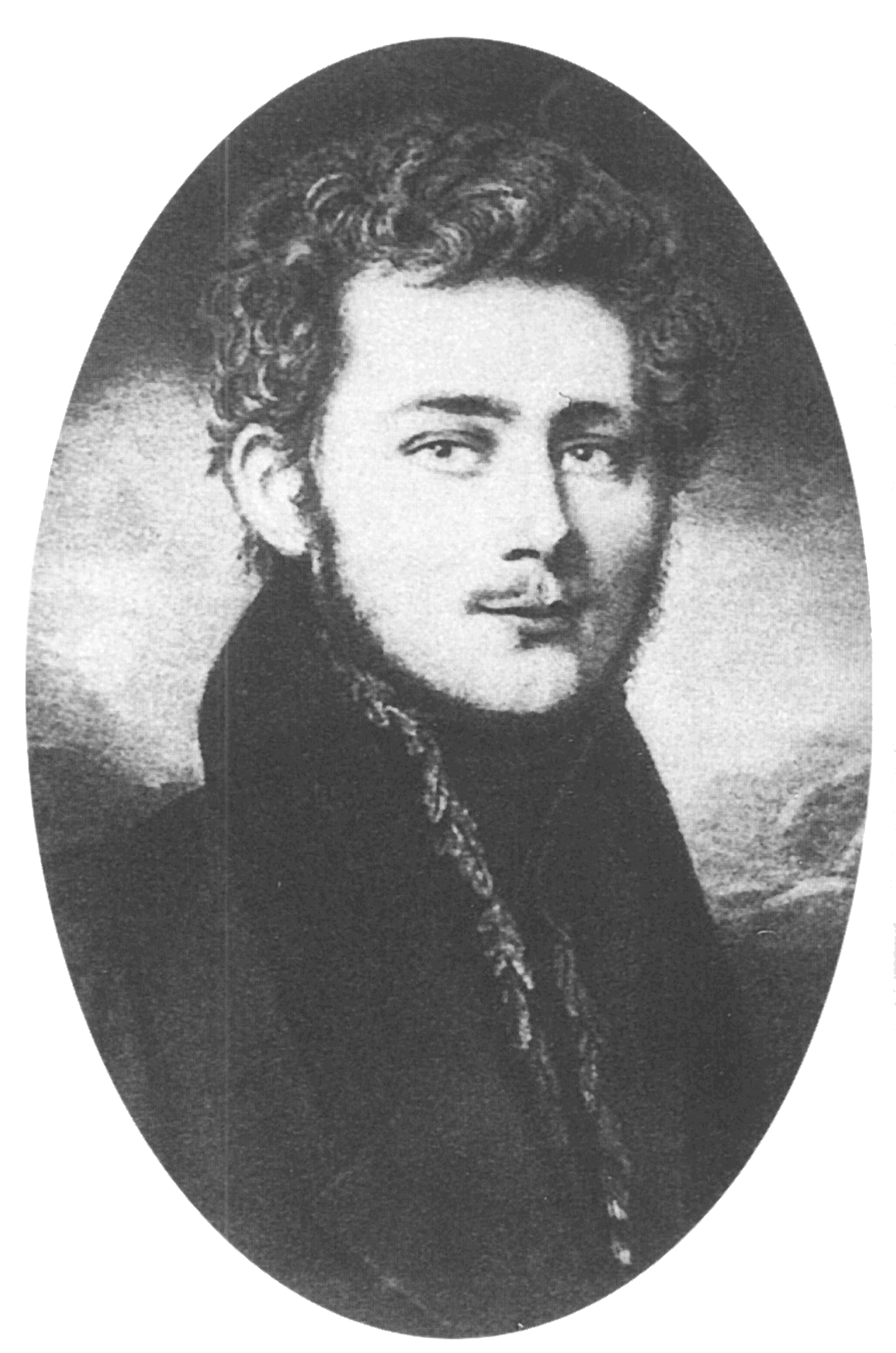
Friedrich Harkort i unga år.

Friedrich Wilhelm Harkort, född 22 februari 1793 i Westerbauer vid Haspe, död 6 mars 1880 i Hombruch vid Dortmund, var en tysk industriman och politiker.
Harkort arbetade för byggandet av järnvägar och ångfartyg, inlade stor förtjänst om associationsväsendets utveckling och försökte höja jordbruket genom spridandet av folkskrifter. Han invaldes 1848 i preussiska nationalförsamlingen och var 1848-1872 ledamot av preussiska lantdagen, Nordtyska förbundets riksdag, Tullparlamentet och första tyska riksdagen, varvid han spelade en ganska betydande politisk roll bland annat som, tillsammans med Florens von Bockum-Dolffs, stiftare av den så kallade "vänstra centern" 1861). Harkort författade flygskrifter, vilka väckte mycket uppseende.